# Vengeur (Q137)
Pour les autres navires du même nom, voir Vengeur (navire).
Le Vengeur est un sous-marin français de type 1 500 tonnes. Il appartient au type M5.

## Histoire
Le Vengeur fait partie d'une série assez homogène de 31 sous-marins océaniques de grande patrouille, aussi dénommés 1 500 tonnes en raison de leur déplacement. Tous sont entrés en service entre 1931 (Redoutable) et 1939 (Sidi-Ferruch).
Longs de 92,30 mètres et larges de 8,10, ils ont un tirant d'eau de 4,40 mètres et peuvent plonger jusqu'à 80 mètres. Ils déplacent en surface 1 572 tonnes et en plongée 2 082 tonnes. Propulsés en surface par deux moteurs Diesel d'une puissance totale de 4 000 chevaux, leur vitesse maximum est de 18,6 nœuds. En plongée, la propulsion électrique de 2 250 chevaux leur permet d'atteindre 10 nœuds.
Appelés aussi « sous-marins de grandes croisières », leur rayon d'action en surface est de 10 000 nautiques à 10 nœuds et en plongée de 100 nautiques à 5 nœuds.
Mis en chantier le 11 janvier 1926 avec le numéro de coque Q137, le Vengeur est lancé le 1er septembre 1928 et mis en service le 15 août 1931. Il est affecté, au début de la Seconde Guerre mondiale, à la 7e division de sous-marins basée à Cherbourg, qu'il forme avec le Redoutable. Lorsque l'Italie entre en guerre contre la France, le 10 juin 1940, le Vengeur patrouille près devant les îles Cani, près de Bizerte, puis, du 13 au 21, devant Palerme, Salerne et Cagliari. Après les batailles de Mers el-Kébir en juillet 1940 et de Dakar en septembre, le Vengeur est placé en surveillance de Gibraltar du 5 au 7 novembre.
Le 11 octobre, le Vengeur est envoyé à Diego-Suarez, sur l'île de Madagascar, avec L'Espoir, le Monge et le Pégase. Ils y arrivent le 2 février 1941. Il participe à une mission de ravitaillement et de propagande à La Réunion et deux à Djibouti depuis Madagascar. Entre le 31 juillet et le 7 août, il affronte la mousson qui l'endommage au point de nécessiter quatre mois de travaux à Diego-Suarez. Après une dernière mission à Djibouti en décembre 1941 et janvier 1942, il quitte Madagascar avec L'Espoir pour Toulon, où ils sont placés en réparation à partir de mai 1942. Il y sont tous les deux sabordés avec la flotte française le 27 novembre 1942. Il est démantelé de mars à mai 1943.